# Oebisfelde-Weferlingen
Oebisfelde-Weferlingen est une ville allemande située dans le land de Saxe-Anhalt et l'arrondissement de la Börde.